# Hanaford
Hanaford es una villa ubicada en el condado de Franklin en el estado estadounidense de Illinois. En el Censo de 2010 tenía una población de 327 habitantes y una densidad poblacional de 124,51 personas por km².

## Geografía
Hanaford se encuentra ubicada en las coordenadas 37°57′19″N 88°49′52″O / 37.95528, -88.83111. Según la Oficina del Censo de los Estados Unidos, Hanaford tiene una superficie total de 2.63 km², de la cual 2.61 km² corresponden a tierra firme y (0.69%) 0.02 km² es agua.

## Demografía
Según el censo de 2010, había 327 personas residiendo en Hanaford. La densidad de población era de 124,51 hab./km². De los 327 habitantes, Hanaford estaba compuesto por el 97.86% blancos, el 0% eran afroamericanos, el 0% eran amerindios, el 0.31% eran asiáticos, el 0% eran isleños del Pacífico, el 0% eran de otras razas y el 1.83% pertenecían a dos o más razas. Del total de la población el 0% eran hispanos o latinos de cualquier raza.